# Бурбано, Роберт
Роберт Хавьер Бурбано Кабенья (исп. Robert Javier Burbano Cobeña; род. 10 апреля 1995 года в Кеведо, Эквадор) — эквадорский футболист, вингер клуба «Эмелек».

## Клубная карьера

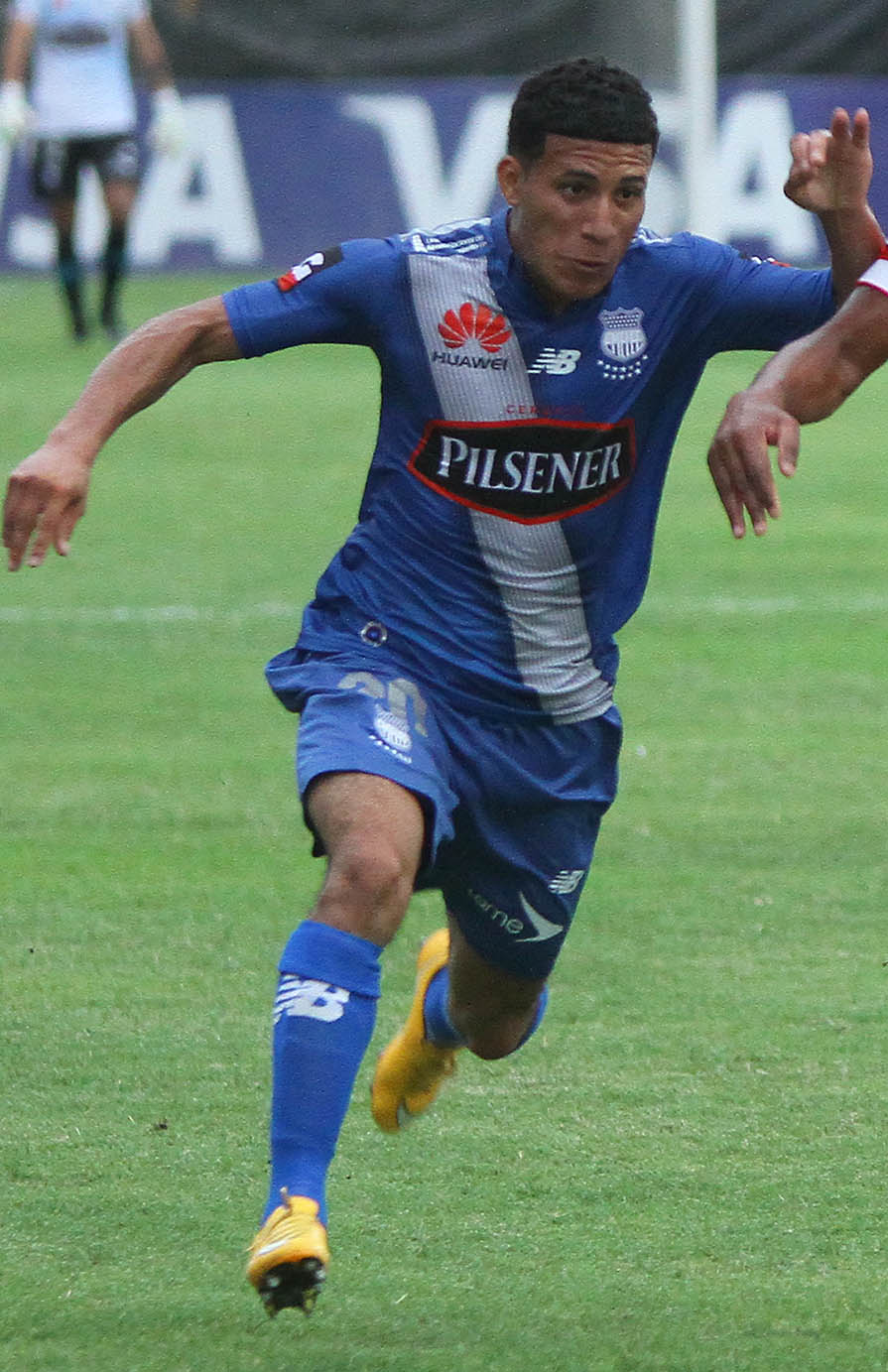
Бурбано в составе «Эмелека»

Бубрано — воспитанник клуба «Индепендьенте дель Валье». 9 декабря 2012 года в матче против ЛДУ Лоха он дебютировал в эквадорской Примере. Летом 2013 года Роберто перешёл в «Эмелек». 16 августа в матче против «Универсидад Католика» он дебютировал за новую команду. На протяжении трёх сезонов подряд Роберт становился чемпионом Эквадора. 23 марта 2014 года в поединке против ЛДУ Кито Бурбано забил свой первый гол за «Эмелек». 5 марта 2015 года в матче Кубка Либертадорес против бразильского «Интернасьонала» он забил гол.

## Международная карьера
В 2015 году Бурбано принял участие в молодёжном чемпионате Южной Америки в Уругвае. На турнире он сыграл в матчах против команд Аргентины, Перу, Боливии и Парагвая. В поединке против боливийцев Роберт забил гол.

## Достижения
«Эмелек»
- Чемпионат Эквадора по футболу — 2013
- Чемпионат Эквадора по футболу — 2014
- Чемпионат Эквадора по футболу — 2015